# Dubito
Dubito, conosciuto anche come Balle, è un gioco di carte molto semplice che può essere giocato a tutte le età e con un numero estremamente variabile di giocatori (consigliabile da 3 in su).
Si basa sulla capacità di cogliere i bluff degli avversari, cioè sull'abilità di intuire quando gli avversari dicono o meno la verità circa le carte che giocano nei vari turni della partita.
Il gioco è citato nel film Come farsi lasciare in 10 giorni dove viene chiamato nel doppiaggio italiano proprio con il nome di Balle. Il gioco termina quando un giocatore rimane senza carte da gioco.

## Preparazione
Per giocare si necessita solo di un mazzo di 52 carte come pinnacola o scala 40 (due, se i giocatori sono superiori a cinque). Stabilito chi svolgerà il ruolo di mazziere, vengono distribuite tutte le carte in senso antiorario. Eventuali resti vengono scartati.

## Come si gioca
Lo scopo del gioco consiste nello scartare tutte le proprie carte e vince chi per primo raggiunge questo obiettivo.
Inizia a giocare il giocatore a sinistra del mazziere scartando a sua scelta una o più delle sue carte tenendole coperte ma dichiarandone il valore presunto di cui appunto gli altri giocatori potranno dubitare. Chi scarta può quindi lecitamente mentire circa il valore delle carte ma nel caso di scarto multiplo deve comunque dichiarare che le carte siano tutte dello stesso valore (per esempio, due 7 o tre re...).
Se nessuno dubita della veridicità della dichiarazione, le carte vengono depositate in un mucchio che non potrà essere consultato. Quindi toccherà al giocatore successivo che dovrà scartare a sua volta da una a quattro carte necessariamente di valore maggiore rispetto al giocatore precedente (per esempio se il precedente aveva dichiarato due 5, il giocatore successivo dovrà dichiarare almeno da uno a quattro 6).
Il gioco continua similarmente ad ogni turno fino a che uno dei giocatori finisce le sue carte vincendo appunto la partita, se si giunge ai re senza finire la partita si riparte a dichiarare da valori bassi (l'asso viene infatti considerato il valore minore e non il maggiore come in altri giochi).
Il fulcro del gioco è la mossa del "Dubito!". Infatti al termine dello scarto e della dichiarazione di un giocatore uno qualsiasi degli avversari può, se ritiene che la dichiarazione sia falsa, dichiararlo esplicitamente dicendo appunto "Dubito!". A questo punto si verificherà la veridicità della dichiarazione con due possibili esiti. Se il dichiarante aveva detto il vero il dubitatore verrà penalizzato con la raccolta di tutte le carte scartate fino a quel momento; viceversa se invece il giocatore che ha dubitato ha scoperto il bluff dell'avversario sarà quest'ultimo a venir penalizzato alla stessa maniera e a ricominciare il giro.
Vince il giocatore che rimane senza carte da gioco.

## Variante
- Una variante consiste nel dichiarare non carte uguali per valore, ma in sequenza e dello stesso seme. Così il primo giocatore potrà scartare da una a quattro carte in sequenza di fiori (o di un'altra famiglia), per esempio 7-8-9-10, e il giocatore successivo dovrà allora necessariamente continuare la serie, dichiarare quindi almeno una J di fiori nel nostro esempio. Alla fine di una sequenza, ad esempio arrivati alla K di fiori nel nostro caso, si può aprire una nuova serie.

- Una variante molto popolare in Russia è il gioco "Verju ne verju".

- Un'altra variante è giocabile con il mazzo napoletano e si può scartare sia la stessa carta, sia una più bassa, sia una più alta (es. 5 ⇒ 4, 5 o 6).
- Esiste anche una variante che permette di giocare a Dubito online, da due a sei giocatori alla volta, con regole simili a quelle della versione classica.